# Puente de Domingo Flórez
Puente de Domingo Flórez – gmina w Hiszpanii, w prowincji León, w Kastylii i León, o powierzchni 59,18 km². W 2011 roku gmina liczyła 1633 mieszkańców.